# 披裂蓟
披裂蓟（学名：Cirsium interpositum）是菊科蓟属的植物。分布于印度西北部以及中国大陆的西藏、云南等地，生长于海拔2,000米至2,500米的地区，多生在林缘、疏林下或山坡草地，目前尚未由人工引种栽培。